# Рязанов, Василий Георгиевич
Василий Георгиевич Рязанов (12 (25) января 1901 год посёлок Большое Козино, Балахнинский уезд, Нижегородская губерния — 8 июля 1951 года, Киев) — советский военачальник, генерал-лейтенант авиации (17 марта 1943 года). Дважды Герой Советского Союза (22 февраля 1944 года, 2 июня 1945 года).

## Молодость
Василий Георгиевич Рязанов родился в семье крестьянина 12 (25) января 1901 года в селе Большое Козино. В 1914 году окончил двухклассное земское училище (несмотря на название, срок обучения в нём составлял 5 лет), а в 1916 году — 4 класса Балахнинского высшего начального училища. С 1916 года работал в местном потребительском обществе грузчиком, счетоводом, заведующим канцелярией. Затем работал на почте при железнодорожной станции Рузаевка, в 1917 году — на почте в посёлке Сормово (ныне — в черте Нижнего Новгорода), в 1918 году — на заводе «Красное Сормово». После Октябрьской революции вступил в комсомол, был избран секретарём Революционного Совета почтово-телеграфных работников. В 1919 году из-за болезни отца вернулся в Большое Козино, где кроме работы в крестьянском хозяйстве, работал в союзе молодежи и был председателем общества «Народный дом», а затем был назначен учителем местной сельской школы. В конце 1919 года назначен инструктором Балахнинского внешкольного уездного отдела народного образования. В 1920 году окончил Нижегородскую губернскую совпартшколу.

## Межвоенное время
В мае 1920 года был призван в ряды РККА и назначен на должность лектора-агитатора в Нижегородском губернском военном комиссариате. В том же году вступил в ряды ВКП(б).
В 1921 году был направлен на учёбу на рабфак при Московском государственном университете, после окончания которого в 1922 году был направлен на учёбу в Коммунистический университет имени Я. М. Свердлова. Учёбу совмещал с работой преподавателя на вечерних общеобразовательных курсах и на курсах уездных партработников при ЦК ВКП(б), с апреля по октябрь 1924 года был инструктором Сокольнического райкома ВКП(б) Москвы. 
После окончания университета в августе 1924 году был назначен на должность инструктора политотдела 17-й Нижегородской стрелковой дивизии в составе Московском военном округе.
В марте 1925 года был направлен на учёбу в 2-ю военную школу лётчиков имени Осоавихима в Борисоглебске, после окончания которой в 1926 году был направлен на службу в Ленинградскую военную школу лётчиков-наблюдателей начальником учебной части. В январе-марте 1927 года прошёл обучение практическим полётам в Военной школе воздушного боя в Серпухове. С марта 1927 — командир звена учебной эскадрильи Ленинградской военной школы летчиков-наблюдателей, в 1928 году — на должность командира отряда 3-й военной школы лётчиков и летнабов имени К. Е. Ворошилова в Оренбурге, с мая 1929 года — командир звена Ленинградской военно-теоретической школы ВВС РККА. С февраля по октябрь 1930 года — помощник начальника учебного отдела Управления ВВС РККА.
В 1931 году окончил курсы усовершенствования начальствующего состава при Военно-воздушной академии имени Н. Е. Жуковского, после чего в апреле этого года был назначен на должность командира эскадрильи 8-й Одесской военной школы пилотов, в декабре 1931 года — на должность командира эскадрильи Московской Школы спецслужб ВВС, а апреле 1933 — командир эскадрильи отдельной авиационной бригады при Военно-воздушной академии имени Н. Е. Жуковского, с декабря 1933 — командир и комиссар этой авиационной бригады. В январе 1935 года сам был зачислен на учёбу в академию.
В 1936 году окончил оперативный факультет Военно-воздушной академии имени Н. Е. Жуковского. С июля 1936 года — командир и комиссар 44-й авиационной бригады ВВС Сибирского военного округа (Красноярск).
В январе 1938 года исключен из партии по обвинению в отсутствии решительной борьбы по разоблачению врагов народа, их сообщников и ликвидации последствий вредительства. 12 марта 1938 года был арестован органами НКВД СССР, в апреле 1938 года полковник В. Г. Рязанов был уволен из Красной Армии. Обвинялся в участии в троцкистском антисоветском заговоре, в который якобы был вовлечён бывшим начальником ВВС РККА Я. И. Алкснисом (они были знакомы, поскольку в начале 1930-х годов Алкснис и Рязанов издали совместно несколько учебных пособий для авиационных училищ). 21 июля 1939 года освобождён в связи с прекращением дела. В сентябре 1939 года был восстановлен в рядах армии и был назначен на должность преподавателя Военно-воздушной академии имени Н. Е. Жуковского. В декабре 1939 — марте 1940 участвовал в советско-финской войне, куда был откомандирован с большой группой преподавательского состава академии и где занимался организацией авиационной разведки.
В марте 1940 года был назначен на должность преподавателя тактики ВВС, а в июле 1940 года — на должность начальника учебного отдела Военной академии командного и штурманского состава ВВС РККА, дислоцированной в Монино (Московская область).

## Великая Отечественная война
С началом войны полковник Рязанов в июне 1941 года был назначен на должность заместителя командующего ВВС 5-й армии (Юго-Западный фронт), в августе того же года — на должность начальника группы контроля Управления ВВС Юго-Западного фронта, в декабре — на должность командира 76-й смешанной авиационной дивизии (Южный фронт), в марте 1942 года — на должность командира манёвренной авиагруппы Юго-Западного фронта, а в июле — на должность командира формирующейся 2-й истребительной авиационной армии в составе Резерва Верховного Главнокомандования, однако уже в конце июля армия была разделена на 2 группы по 2 авиационных дивизии, которые вскоре были включены в состав 1-й и 3-й воздушных армий.
В сентябре 1942 года генерал-майор Василий Георгиевич Рязанов был назначен на должность командира 1-го штурмового авиационного корпуса, который вскоре принимал участие в ходе Великолукской наступательной операции и освобождении города Великие Луки, а затем в составе 6-й воздушной армии участвовал в ликвидации демянского плацдарма противника.
В середине марта 1943 года корпус под командованием Рязанова был включён в состав 2-й, затем 5-й воздушных армий (Воронежский фронт), после чего участвовал в ходе Курской битвы, а также при освобождении Белгорода и Харькова. Во время битвы за Днепр корпус поддерживал войска Степного фронта при форсировании реки, а также при захвате и расширении плацдармов на её правом берегу.
С октября 1943 по январь 1944 года корпус под командованием Рязанова принимал участие в ходе наступательных операций Степного фронта, преобразованного в октябре 1943 года во 2-й Украинский, на криворожском, кировоградском и черкасском направлениях, а также при освобождении городов Знаменка, Черкассы, Кировоград. За отличия в боевых действиях при освобождении Кировограда корпус был удостоен почётного наименования «Кировоградский» и в феврале 1944 года преобразован в 1-й гвардейский штурмовой авиационный корпус.
Указом Президиума Верховного Совета СССР «О присвоении звания Героя Советского Союза генералам, офицерскому, сержантскому и рядовому составу Красной Армии» от 22 февраля 1944 года «образцовое выполнение боевых заданий командования при форсировании реки Днепр, развитие боевых успехов на правом берегу реки и проявленные при этом отвагу и геройство» удостоен звания Героя Советского Союза с вручением ордена Ленина и медали «Золотая Звезда».
В июле 1944 года корпус был передан в состав 2-й воздушной армии (1-й Украинский фронт), после чего принимал участие в ходе Львовско-Сандомирской наступательной операции, при уничтожении противника в районе города Броды, развитии наступления к рекам Caн и Висла, а также при их форсировании и захвате сандомирского плацдарма.
Вскоре корпус принимал участие в ходе Сандомирско-Силезской наступательной операции, а также при освобождении городов Ченстохова, Краков и Катовице, за что Василий Георгиевич Рязанов был награждён орденом Суворова 2 степени. Вскоре корпус принимал участие в ходе Нижнесилезской и Верхнесилезской наступательных операций, в ходе которых принимал участие в ходе разгрома группировки противника в районе города Оппельн (Ополе, Польша), а затем в ходе наступления фронта к реке Нейсе.
Вскоре корпус принимал участие в ходе Берлинской наступательной операции, а также способствовал успешному форсированию фронтом реки Нейсе, прорыву обороны противника на подступах к Берлину и при его штурме. За образцовое выполнение заданий командования корпус был награждён орденом Кутузова 2 степени, а за отличие при штурме Берлина был удостоен почётного наименования «Берлинский».

Лётчики корпуса Рязанова были лучшими штурмовиками, каких я только знал за весь период войны. Сам Рязанов являлся командиром высокой культуры, высокой организованности, добросовестного отношения к выполнению своего воинского долга.
— Дважды Герой Советского Союза  Маршал Советского Союза   Конев И.С.  Записки командующего фронтом 1943-1945. 3-е издание -  М: Воениздат, 1982.- С.472.
Указом Президиума Верховного Совета СССР от 2 июня 1945 года за отличия в боях на рубеже реки Висла и при разгроме ченстоховско-радомской группировки противника гвардии генерал-лейтенант авиации Василий Георгиевич Рязанов был награждён второй медалью «Золотая Звезда».
За время войны Рязанов был 24 раза упомянут в благодарственных в приказах Верховного Главнокомандующего.

## Послевоенная карьера
После окончания войны продолжил командовать корпусом в составе Центральной группы войск.
В феврале 1947 года был назначен на должность командующего 14-й воздушной армией в составе Прикарпатского военного округа, а в апреле 1949 года — на должность командующего 69-й воздушной армией в составе Киевского военного округа.
Депутат Верховного Совета Украинской ССР 2-го созыва (1947—1951). Кандидат в члены Центрального комитета Коммунистической партии Украины (с 1950).
Генерал-лейтенант авиации Василий Георгиевич Рязанов умер 8 июля 1951 года   от острой сердечной недостаточности, по другой информации от инфаркта, находясь в санатории в городе Кисловодск (Ставропольский край). Похоронен в Киеве на Лукьяновском военном кладбище.

## Воинские звания
- полковник (1935)
- генерал-майор авиации (27 марта 1942 года);
- генерал-лейтенант авиации (17 марта 1943 года).

## Награды
- две медали «Золотая Звезда» (22.02.1944; 2.06.1945);
- два ордена Ленина (22.02.1944; 21.02.1945);
- три ордена Красного Знамени (22.02.1943; 3.11.1944; 15.11.1950);
- орден Богдана Хмельницкого 1 степени (25.08.1944);
- орден Суворова 2 степени (27.08.1943);
- орден Красной Звезды (29.12.1941);
- медали;
- иностранные награды.

## Память
- На родине, в посёлке Большое Козино, были установлены бронзовый бюст В. Г. Рязанова и мемориальная доска на здании дома, в котором он жил, а также в его честь названа улица. Имя носит школа посёлка, в которой создан музей В. Г. Рязанова.
- В Нижегородском кремле установлена стела и мемориальная доска.
- Его именем названа улица в Балахне.
- Именем Героя названа средняя школа в Киеве.
- Сквер по улице Шимборского в Сормовском районе города Нижнего Новгорода носит имя Василия Рязанова, в сквере установлен памятный знак.

- Стела В. Г. Рязанову и А. В. Ворожейкину в Нижегородском кремле
- Могила Рязанова на Лукьяновском военном кладбище Киева.
- Памятник В. Г. Рязанову в Большом Козино
- Памятный знак в сквере им. дважды Героя Советского Союза Рязанова В.Г. ул. Шимборского в Нижнем Новгороде.